# Johann Bernoulli
Johann Bernoulli (Bazel, 27 juli 1667 – aldaar, 1 januari 1748) was een Zwitsers wis- en natuurkundige.

## Leven
Bernoulli werd geboren in Bazel als lid van de Bernoulli-familie. Zijn vader was Nicolaas Bernoulli. Zijn voornaam wordt ook wel gegeven als Jean (Frans) of John (Engels). Van zijn broer Jakob leerde Bernoulli de calculus van Leibniz. In 1692 vertrok Bernoulli naar Parijs, in 1694 werd hij hoogleraar medicijnen te Bazel, en in 1695 hoogleraar wiskunde in Groningen. Hier werd zijn zoon Daniel geboren. Na de dood van zijn broer in 1705 volgde hij deze op als hoogleraar wiskunde in Bazel.

### Hoogleraarschap in Bazel
In Bazel had hij een groot aantal leerlingen, waaronder zijn eigen zoon Daniel en de beroemde wiskundige Leonhard Euler. Tijdens zijn verblijf had hij L’Hôpital ontmoet, en hem in een geheim contract beloofd om in ruil voor een vast honorarium hem zijn ontdekkingen in de infinitesimaalrekening te doen toekomen. Deze publiceerde L’Hôpital vervolgens onder eigen naam. Onder meer de bekende regel van l'Hôpital is in feite van Bernoulli afkomstig.

### Ruzie met zijn zoon
Misschien verklaart dit de ruzie met zijn zoon Daniel. Nadat beide Bernoulli's op een gedeelde eerste plaats waren uitgekomen in een wetenschappelijke wedstrijd van de Universiteit van Parijs, kon Bernoulli de “schande” niet verdragen met zijn eigen nakomeling vergeleken te worden, en verjoeg zijn zoon uit het huis. Daarna probeerde hij zijn zoon voor te zijn door diens gehele werk “Hydrodynamica” te stelen en onder eigen naam uit te brengen, met de titel “Hydraulica”, inclusief alle erin gemelde vondsten. Ondanks Daniels pogingen tot toenadering bleef de vader hardnekkig ieder contact afhouden tot aan zijn dood.

## Bijdragen aan de wiskunde

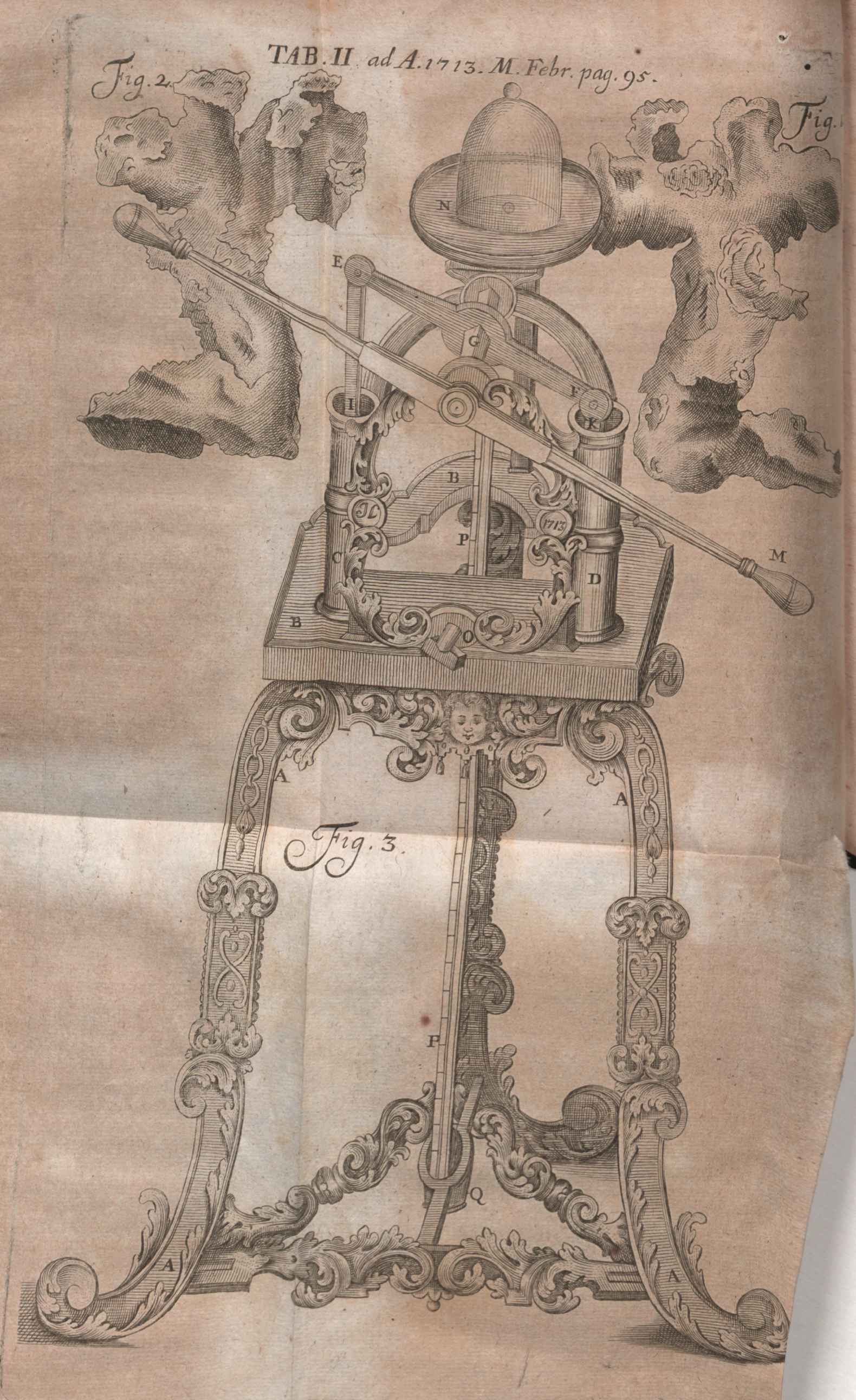
Illustratie uit De motu corporum gravium (Acta eruditorum, 1713)

Naast de differentiaal- en integraalrekening, hield Bernoulli zich ook bezig met differentiaalvergelijkingen en toegepaste wiskunde (in het bijzonder mechanica).
In 1691 wakkerde Bernoulli opnieuw de spanningen tussen hem en zijn broer aan toen hij het probleem van de hangende ketting, dat door zijn broer, Jakob, was geformuleerd, oploste. In 1696 formuleerde Bernoulli het probleem van de brachistochroon, dit hoewel hij het probleem zelf reeds had opgelost. Binnen twee jaar ontving hij vijf antwoorden, waarvan er een van zijn oudere broer, Jakob, was. Dit probleem wordt door sommigen gezien als het begin van de variatierekening.
Bernoulli stelde ook een eeuwig bewegende machine voor op basis van vloeistofenergie.

## Nagedachtenis in Groningen
In Groningen werd in 2007 geprobeerd postuum een eind te maken aan de ruzie tussen vader en zoon door het nieuwe gebouw voor Bestuur en diensten, Wiskunde, Kunstmatige Intelligentie en Informatica de Bernoulliborg te noemen. Vernoemd naar zowel Daniel als Johann Bernoulli.